# Solanum evonymoides
Solanum evonymoides är en potatisväxtart som beskrevs av Otto Sendtner. Solanum evonymoides ingår i släktet skattor som ingår i familjen potatisväxter. Inga underarter finns listade i Catalogue of Life.